# ديف بيج
ديف بيج (بالإنجليزية: Dave Page)‏ هو متسلق جبال أمريكي، ولد في 1940.